# Bugueño Pinnacle
Bugueño Pinnacle är en bergstopp i Antarktis. Den ligger i Västantarktis. Chile gör anspråk på området. Toppen på Bugueño Pinnacle är 4 400 meter över havet.
Terrängen runt Bugueño Pinnacle är huvudsakligen mycket bergig. Trakten är obefolkad. Det finns inga samhällen i närheten. 